# Ken Sugimori
Ken Sugimori (杉森建 Sugimori Ken?, 27 de enero de 1966) es un dibujante japonés, famoso por ser el director artístico de Pokémon. Es un amigo de Satoshi Tajiri, y es responsable de la mayor parte del arte Pokémon de entre las 151 primeras criaturas, habiéndolas diseñado casi todas con un estilo de trazo y forma simple. También es el responsable de haber creado a varios personajes principales en los videojuegos, como a Rojo y Azul y varios líderes de gimnasio.
Es el ilustrador de la mayoría de los primeros sets de cartas del Pokémon Trading Card Game.
Ken Sugimori también ha contribuido con el diseño de los personajes de Pokémon en los juegos Super Smash Bros. y Super Smash Bros. Melee.

## Trabajos
- Pokémon (anime): Diseño original de personajes.
- Mewtwo Contraataca: Diseño original de personajes
- El Poder de Uno: Diseño original de personajes
- El Hechizo de los Unown: Desarrollo conceptual de personaje.
- Pokémon Trading Card Game: Artista principal del primer set de cartas.
- Drill Dozer: Director.

- Datos: Q457871